# Квон Чон Чхоль
Квон Чон Чхоль (кор. 권종철; нар. 11 вересня 1963) — колишній південнокорейський футбольний арбітр. Арбітр ФІФА з 1997 по 2008 рік. Найкращий арбітр K-Ліги у 2002 і 2003 роках.

## Кар'єра
Він був арбітром на Кубку Азії у 2004 та 2007 роках, молодіжних чемпіонатів світу 2003 і 2005 років і відбіркових матчів до чемпіонатів світу 2002, 2006, і 2010 років. Квот також був названий у списку ФІФА з 44 кандидатів на суддівство чемпіонату світу 2006 року в Німеччині, але не був обраний до фінальної заявки.
Після завершення своєї кар'єри у 2008 році Квон виконував обов'язки координатора арбітрів Футбольної асоціації Кореї.